# Diários da Bósnia
Diários da Bósnia é um longa-metragem documental realizada pelo cineasta português Joaquim Sapinho, falado em português e em servo-croata. Produzido pela produtora independente portuguesa Rosa Filmes, o filme teve a sua estreia internacional em 2005, no Festival Internacional de Cinema de Pusan, na Coreia do Sul.
O filme narra os acontecimentos testemunhados por Joaquim Sapinho na Bósnia, no final da Guerra Civil Iugoslava e posteriormente.

## Receção
A situação de divisão com a Coreia do Norte fez com que o Festival Internacional de Cinema de Pusan, na Coreia do Sul, se interessasse particularmente pelo filme, o que levou a que Diários da Bósnia tivesse lá a sua estreia internacional, em 2005. Além deste, o filme esteve presente em inúmeros outros festivais de cinema, como o Festival de Cinema de Turim, ou no caso de Portugal, no DocLisboa como filme de encerramento do festival.

## Produção
Lançado em 2005, Diários da Bósnia foi filmado entre 1996 e 1998 na Bósnia. Durante o seu processo de montagem, Sapinho realizou outro filme, Mulher Polícia, que acabaria por ser lançado antes, em 2003, tornando-se o segundo filme de Sapinho como realizador. Atrasando assim o lançamento de Diários da Bósnia para 2005, os dois filmes foram pós-produzindos sumultaneamente. Assim, influenciar-se-iam mutuamente, tanto no estilo como no tema, já que a montagem de Diários da Bósnia acabaria por sofrer uma completa transformação concetual em consequência das coisas que Sapinho viveu e descobriu ao longo da filmagem de Mulher Polícia, cujos, por sua vez, realismo e escuridão são claramente ecos da Guerra da Bósnia que Sapinho testemunhou e cuja experiência resultaria numa grande transformação na sua maneira de ver o mundo.

## Conceito
O filme consiste numa reflexão sobre a guerra, sobre a Europa e sobre a civilização, estruturada na forma de um diário-fílmico, em que Joaquim Sapinho relata as experiências que viveu nas suas idas à Bósnia. É composto por dois conjuntos de imagens, correspondentes a dois períodos de filmagens distintos. O primeiro, relativo à primeira viagem que Sapinho fez à Bósnia, em 1996, e o segundo correspondente ao regresso de Sapinho lá, dois anos depois, em 1998. Os dois conjuntos de filmagens são, não obstante, montados um com o outro, sendo apenas distinguíveis, além de pelo seu conteúdo, pelo tom sépia das imagens da primeira viagem.